# Emil Miland
Emil Miland je americký violoncellista.
Narodil se v Oaklandu, jeho otec byl učitelem hudby a matka zdravotní sestrou. Na violoncello začal hrát ve věku deseti let. Ve čtrnácti se stal členem Oaklandského mládežnického orchestru (Oakland Youth Orchestra). V letech 1980 až 1983 studoval na Novoanglické hudební konzervatoři. Od roku 1988 je členem souboru San Francisco Opera Orchestra. Roku 2012 absolvoval turné po Japonsku se souborem Sonos Ensemble. Vedle hraní v orchestru rovněž vystupuje sólově. V roce 2010 doprovázel operní pěvkyni Fredericu von Stade při jejím rozlučkovém vystoupení v newyorské Carnegie Hall. Hraje na violoncello z roku 1718.
Podílel se na nahrávkách hudby Davida Carlsona, Loua Harrisona, Jakea Heggieho, Daniela Kobialky, Dmitrije Šostakoviče, z neklasické hudby mj. Johna Calea. Hrál na soundtracích k filmům Tenkrát v Mexiku (2003) režiséra Roberta Rodrigueze, Hellboy (2004) Guillerma del Tora a Zodiac (2007) Davida Finchera.

## Diskografie
- Written with the Hearts Blood (The New Century Chamber Orchestra, 1996)
- Symphonic Sequences from Dreamkeepers (David Carlson, 1997)
- Faces of Love: The Songs of Jake Heggie (Jake Heggie, 1999)
- Crossroads (San Francisco Girls Chorus, 2000)
- A Glorious Day Is Dawning (Peter B. Allen, 2000)
- Hobo Sapiens (John Cale, 2003)
- Live at the Paramount Theatre! New Music for a New Century (Oakland East Bay Symphony, 2003)
- Dreams Beyond the Twilight (Daniel Kobialka, 2005)
- Heaven and Earth (San Francisco Girls Chorus, 2009)
- True Divided Light (David Carlson, 2010)
- Passing By (Songs by Jake Heggie) (Jake Heggie, 2010)
- Here/after (Songs of Lost Voices) (Jake Heggie, Gene Scheer, 2013)
- Other Minds Festival 22: Just 100: Homage to Lou Harrison (2017)
- Violins of Hope (Jake Heggie, 2021)

### Soundtracky
- Jennifer 8 (hudba: Christopher Young, 1992)
- Mimic (hudba: Marco Beltrami, 1997)
- Tenkrát v Mexiku (2003)
- Hellboy (hudba: Marco Beltrami, 2004)
- Zodiac (hudba: David Shire, 2007)
- V elektrizující mlze (hudba: Marco Beltrami, 2009)
- StarCraft II: Wings of Liberty (2010)
- SOCOM 4 U.S. Navy SEALs (hudba: Bear McCreary, 2011)
- StarCraft II: Heart of the Swarm (2013)